# Distillerie Fernet-Branca
Pour les articles homonymes, voir Fernet-Branca, Fondation Fernet Branca, Fernet et Branca.
La distillerie Fernet-Branca est un monument historique situé à Saint-Louis, dans le département français du Haut-Rhin.

## Localisation
Ce bâtiment est situé au 2, rue du Ballon à Saint-Louis.

## Historique
L'édifice fait l'objet d'une inscription au titre des monuments historiques depuis 1996.